# Terra di Giorgio V
La Terra di Giorgio V, o costa di Giorgio V, (centrata alle coordinate 68°30′S 148°00′E) è una porzione della costa antartica. In particolare, la Terra di Giorgio V, rivendicata dall'Australia come parte del Territorio Antartico Australiano,  si estende tra capo Hudson (68°20′S 153°45′E) all'estremità della penisola di Mawson, a sud-est, e punto Alden (66°48′S 142°02′E), a nord-ovest, e confina a sud-est con la costa di Oates (e quindi con la Terra di Oates a cui in parte si sovrappone) e a nord-ovest con la costa della Terra di Adelia.
Di fronte alla costa, nella regione orientale, tra capo Freshfield e capo Hudson, è presente la piattaforma di ghiaccio Cook.

## Storia
La Terra di Giorgio V fu esplorata da membri della Stazione Principale della spedizione Aurora (1911-14), ufficialmente chiamata spedizione antartica australo-asiatica, comandata da Douglas Mawson. Proprio Maswson battezzò questa terra e la sua costa in onore di re Giorgio V del Regno Unito.